# Les Blousons noirs (groupe)
Pour les articles homonymes, voir Blouson noir.
Les Blousons noirs est un groupe éphémère de rock français, originaire de Bordeaux, en Gironde.

## Biographie
Au début des années 1960, on appelle Blousons noirs ceux que l'on considère comme de jeunes délinquants. L'appellation est vite revendiquée par ce groupe bordelais, auteur de deux 45 tours, faits de nombreuses reprises (Johnny Hallyday - Depuis que ma môme, Hey Pony - Les Chaussettes noires - Eddy soit bon - Les Chats sauvages - Twist à Saint-Tropez - [...]). La maison de disques Guilain commercialise alors les œuvres de ceux considérés comme les vrais blousons noirs. Il semble que le groupe ait acheté ses instruments le matin et ait enregistré l'après-midi : le guitariste répète le même accord, le batteur n'a pas le sens du tempo, le chanteur chante faux. Le groupe est donc précurseur du punk rock. La biographie du groupe est méconnue.
Le groupe sort deux super 45 tours en 1961, ; ces deux disques, pour le recto de leur pochette, sont illustrés par la même photographie. Ils sont réédités en 2006 en un album, intitulé Special Rock, qui est cité dans l'ouvrage Rock français, de Johnny à BB Brunes, 123 albums essentiels de Philippe Manœuvre.

## Membres
Les quatre membres du groupe sont restés anonymes, il semble qu'il fut composé de : Clod à la guitare solo, Jo à la guitare rythmique, Did à la batterie, et Sammy au chant.